# Ribbelzaadmier
De ribbelzaadmier (Tetramorium bicarinatum) is een mierensoort uit de onderfamilie van de Myrmicinae. De wetenschappelijke naam van de soort is voor het eerst geldig gepubliceerd in 1846 door Nylander.